# Ozarba basirufa
Ozarba basirufa là một loài bướm đêm trong họ Noctuidae.